# 大西关锁麻清真寺
大西关锁麻清真寺是中国甘肃省临夏回族自治州临夏市的一座清真寺，位于临夏市大西关路46号。与大西关清真寺隔巷相对。占地1亩。该寺有教民12户，尊奉哲赫忍耶教礼。

## 历史
大西关锁麻清真寺始建于民国元年（1912年）。此处原为哲赫忍耶门宦创始人马明心（1719－1781年）的故居，1912年，其四世孙、第七代传人马元章修建静室和守护房。1928年春，冯玉祥的西北国民革命军驻河州镇守使赵希聘火烧八坊回民居住区，大西关锁麻清真寺在此时遭焚毁。1931年重建静室及守护房。1958年被关闭，随后拆毁。。
1985年归还，逐步修复。包括一座二层平顶大殿，西沿上有小型圆拱。西南角开门，重檐牌坊式，油漆彩绘，门内有砖雕影壁。临街开设铺面20间。该寺招收各地满拉学习。

## 建筑
大西关锁麻清真寺公布为临夏市不可移动文物。